# Zalesie (powiat rycki)
Zalesie – wieś w Polsce położona w województwie lubelskim, w powiecie ryckim, w gminie Ryki.
W latach 1975–1998 miejscowość należała administracyjnie do województwa lubelskiego.
W miejscowości znajduje się pomnik urodzonego w Zalesiu majora Mariana Bernaciaka, dowódcy bitwy w Lesie Stockim.
Wieś stanowi sołectwo gminy Ryki.